# هربرت ترابه
هربرت ترابه (انگلیسی: Herbert Trube; ۳ سپتامبر ۱۸۸۶ – ۱۳ ژوئیهٔ ۱۹۵۹) ورزشکار دو و میدانی اهل ایالات متحده آمریکا بود.